# Panther KF51
Pour les articles homonymes, voir Panzerkampfwagen V Panther.
Le Panther KF51 (en allemand : Kettenfahrzeug, véhicule à chenille) est un projet de char de combat conçu sur les fonds propres de la firme allemande Rheinmetall pour les marchés étrangers. Le char est dévoilé le 13 juin 2022 au salon international de la défense Eurosatory.

## Caractéristiques techniques
Le Panther KF51 reprend une version modifiée du châssis du Leopard 2A4 : le râtelier à obus a été supprimé pour laisser place à un opérateur système prenant place à gauche du conducteur. La tourelle, biplace, est visuellement similaire à la tourelle du char léger Lynx 120 également conçu par Rheinmetall. Les différents rôles au sein du char peuvent être attribués à n'importe quel membre d'équipage grâce aux écrans multifonctions que l'on trouve à chaque poste.

### Armement

#### Principal
Le Panther KF51 est armé d'un canon de 130 mm à âme lisse Rh-130 L52. Le canon est recouvert d'un carénage hexagonal partant du masque jusqu'à la hauteur de l'évacuateur de fumée. Ce carénage a un rôle de dissipateur thermique pour l'évacuateur de fumée.

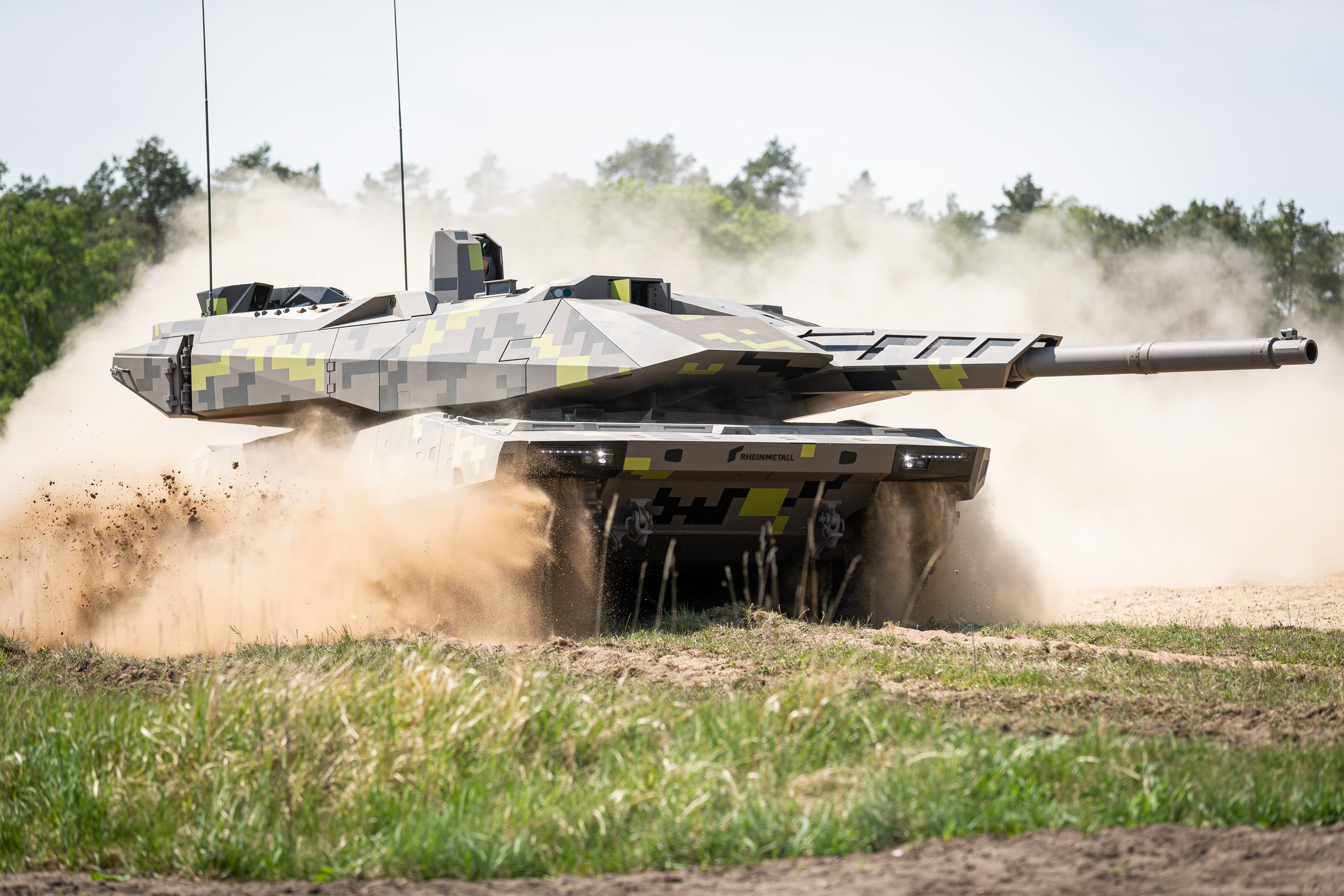
Cette vue de côté permet bien de se rendre compte de la longueur importante de la tourelle. On aperçoit également le carénage de dissipation thermique enveloppant le canon de 130 mm, caractéristique propre au Panther KF51.

Rheinmetall ayant perdu son savoir-faire en matière de système de chargement automatique (le dernier en date remonte à la fin des années 1960 sur le KPz-70), la société allemande s'est tournée vers un modèle existant conçu par un pays, non divulgué, situé en Asie du Sud. Non satisfait des délais retardant le transfert de technologie, Rheinmetall s'est tourné, à la mi-2017, vers une de ses filiales suisses ; Rheinmetall Air Defence (anciennement Oerlikon Contraves) qui a conçu de 2018 à 2019 un chargement automatique pour les munitions de 130 mm.
Le système de chargement automatique du Panther KF51 présenté à Eurosatory 2022 ne comprend qu'un unique barillet rotatif d'une contenance de dix obus, il est installé dans la partie droite de la nuque de la tourelle. Un deuxième barillet peut remplacer le module de mission (contenant les munitions rôdeuses) situé à gauche, faisant alors passer à vingt le nombre de munitions de 130 mm prêtes à l'emploi.
Dix obus supplémentaires de 130 mm peuvent être transportés à l'extérieur du char, ils sont alors montés à l'arrière de la caisse à la manière de bidons de carburant largables comme jadis. Cette disposition fut présentée sur l'AMX-40.
La partie gauche de la nuque de la tourelle peut renfermer un module de mission contenant un lanceur érectile quadruple pouvant déployer des munitions rôdeuses HERO 120. Conçues par la société israélienne UVision Air (en), ces munitions rôdeuses peuvent évoluer pendant 60 minutes sur le champ de bataille jusqu'à une distance de 60 km ; elles contiennent chacune une charge militaire de 4,5 kg.

#### Secondaire
Une mitrailleuse lourde M2 de 12,7 mm vient compléter l'armement principal ; elle est approvisionnée par une bande de 250 cartouches. Par rapport au 7,62, le calibre .50 possède une allonge supérieure et permet de traiter des blindés légers.
Un tourelleau téléopéré Natter 7.62 mm est installé tout à l'arrière de la nuque de la tourelle, il est armé d'une mitrailleuse MG5 A1 avec une importante dotation de (2 500 cartouches). Le viseur est stabilisé en site et en gisement, et intègre une caméra thermique SAPHIR ainsi qu'un télémètre laser. Le Natter est spécialement optimisé pour lutter contre les drones : la mitrailleuse peut être pointée en site jusqu'à un angle de 85° et le viseur intègre un système de suivi automatique des cibles.

Deux lanceurs verticaux de drones BärDrones sont montés près des lance-pots fumigènes. Ces petits drones ont une autonomie allant jusqu'à 30 minutes et contiennent chacun une charge militaire de 200 g.

### Protection

#### Active
Les bords de la caisse et de la tourelle du Panther KF51 intègrent un système de protection active de type "hardkill" dénommé StrikeShield. Ce système représente la troisième génération du système AMAP-ADS développé par Rheinmetall, et il est capable de neutraliser des missiles antichars ainsi que des obus-flèche de gros calibre.
La protection contre les missiles antichars à attaque en survol ou plongeante sera assurée également par un système de protection active TAPS (Top Attack Protection System) de type "hardkill" conçu également par Rheinmetall.

## Versions
- Panther KF51 : modèle présenté en juin 2022 au salon de l'armement Eurosatory.
- Panther KF51 EVO : modèle prévu pour l'armée hongroise, il est basé sur le châssis du char de dépannage Bergepanzer 3 Buffel et pour des raisons logistiques, est armé du canon L55A1 de 120 mm[5],[6],[7].
- Panther EVO : installation de la tourelle du Panther KF51 sur un châssis de Leopard 2A4.PANTHER EVO UPGRADE - Eurosatory 2024Vue avant droiteVue avant gaucheVue arrière droitePanneau de présentation

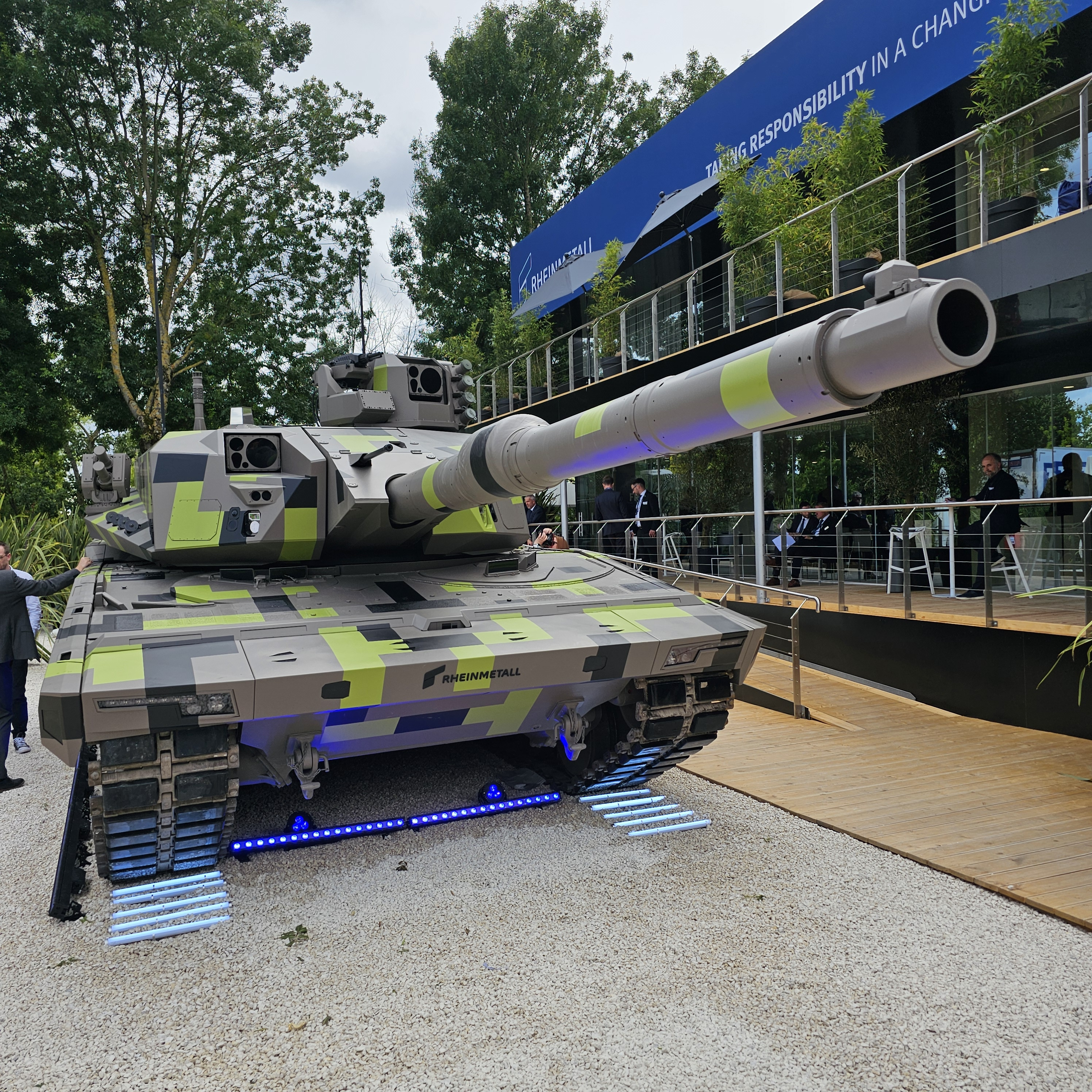
KF-51U - Eurosatory 2024

- KF-51U - Eurosatory 2024KF51-U : modèle présenté en juin 2024 au salon de l'armement Eurosatory, il possède une nouvelle tourelle inhabitée appelée CUT (Concept Uncrewed Turret) aux formes affinées. Les trois hommes d'équipage prennent place côte à côte à l'avant du châssis. Vingt-cinq obus de 130 mm sont embarqués dans la tourelle dont vingt prêts à l'emploi dans les deux barillets du chargement automatique situé dans la poche arrière de la tourelle. Le tireur et le chef de char possèdent tous deux des viseurs SEOSS 400, celui du chef de char est rotatif et est monté dans un viseur panoramique armé d'une mitrailleuse Rheinmetall RMG 7.62 à triple canon. Deux lanceurs double du système de protection active Iron Fist d'Elbit Systems sont montés de part et d'autre des flancs de la tourelle[8].

## Utilisateurs
| Pays                | Type              | Quantité (estimée) | Origine           | Notes |
| Futurs opérateurs   | Futurs opérateurs | Futurs opérateurs  | Futurs opérateurs | Futurs opérateurs |
| ------------------- | ----------------- | ------------------ | ----------------- | --- |
| Hongrie             | KF51 EVO          |                    | Hongrie           | Le 15 décembre 2023 le gouvernement hongrois s'est associé à Rheinmetall pour développer le Panther KF51 jusqu'à la maturité de production. Rheinmetall a signé un contrat à Zalaegerszeg pour le développement avec la Hongrie pour le KF51 EVO. Le contrat de développement s'élève à environ 288 millions d'euros. Un véhicule de démonstration sera construit et qualifié, ouvrant la voie à une production à grande échelle. Rheinmetall coopère dans ce projet avec la société holding hongroise publique N7, qui détient également une participation de 49 % dans la coentreprise Rheinmetall Hungary,. |
| Potentiel opérateur |                   |                    |                   | |
| Italie              | KF51              | 200                | Italie            | Le 3 juillet 2024, Leonardo et Rheinmetall ont signé un protocole d'accord pour établir une nouvelle coentreprise 50:50 visant à développer une approche industrielle et technologique européenne dans le domaine des systèmes de défense terrestre. L'objectif de cet accord est le développement industriel et la commercialisation ultérieure du char KF51 (MBT) et du véhicule de combat d'infanterie KF41 Lynx, dans le cadre des programmes de systèmes terrestres de l'armée italienne. Les chaînes d'assemblage final, les essais d'homologation, les activités de livraison et le soutien logistique seront réalisés en Italie, avec une participation italienne de 60 %. La mise en œuvre du protocole d'accord signé le 3 juillet 2024 sera soumise à l'approbation préalable des autorités réglementaires compétentes, y compris la Commission européenne et les autorités nationales respectives en matière de concurrence,. |